# Miejski Klub Sportowy Dąbrowa Górnicza 2012-2013
Questa voce raccoglie le informazioni riguardanti il Miejski Klub Sportowy Dąbrowa Górnicza nelle competizioni ufficiali della stagione 2012-2013.

## Organigramma societario
Area direttiva
- Presidente: Robert Koćma

Area tecnica
- Allenatore: Waldemar Kawka

## Rosa
| N° | Nome                  | Ruolo | Data di nascita   | Nazionalità sportiva |
| -- | --------------------- | ----- | ----------------- | -------------------- |
| 1  | Maja Tokarska         | C     | 22 febbraio 1991  | Polonia              |
| 2  | Charlotte Leys        | S     | 18 marzo 1989     | Belgio               |
| 3  | Aleksandra Liniarska  | C     | 21 dicembre 1981  | Polonia              |
| 4  | Joanna Kaczor         | O     | 16 settembre 1984 | Polonia              |
| 5  | Milena Stacchiotti    | C     | 5 gennaio 1985    | Italia               |
| 6  | Frauke Dirickx        | P     | 3 gennaio 1980    | Belgio               |
| 7  | Natalia Nuszel        | S     | 23 febbraio 1989  | Polonia              |
| 8  | Katarzyna Zaroślińska | S/O   | 3 febbraio 1987   | Polonia              |
| 9  | Joanna Staniucha      | S     | 5 dicembre 1981   | Polonia              |
| 10 | Krystyna Tkaczewska   | L     | 24 luglio 1987    | Polonia              |
| 11 | Magdalena Szryniawska | P     | 17 novembre 1969  | Polonia              |
| 16 | Elżbieta Nykiel       | S     | 6 luglio 1983     | Polonia              |
| 17 | Ivana Plchotová       | C     | 28 gennaio 1982   | Rep. Ceca            |